# Thierry Doubaï
Moussé Doubai Tapé (appelé aussi Thierry Doubaï), né le 1er juillet 1988 à Adjamé (Côte d'Ivoire), est un footballeur international ivoirien.

## Biographie

### Carrière en club

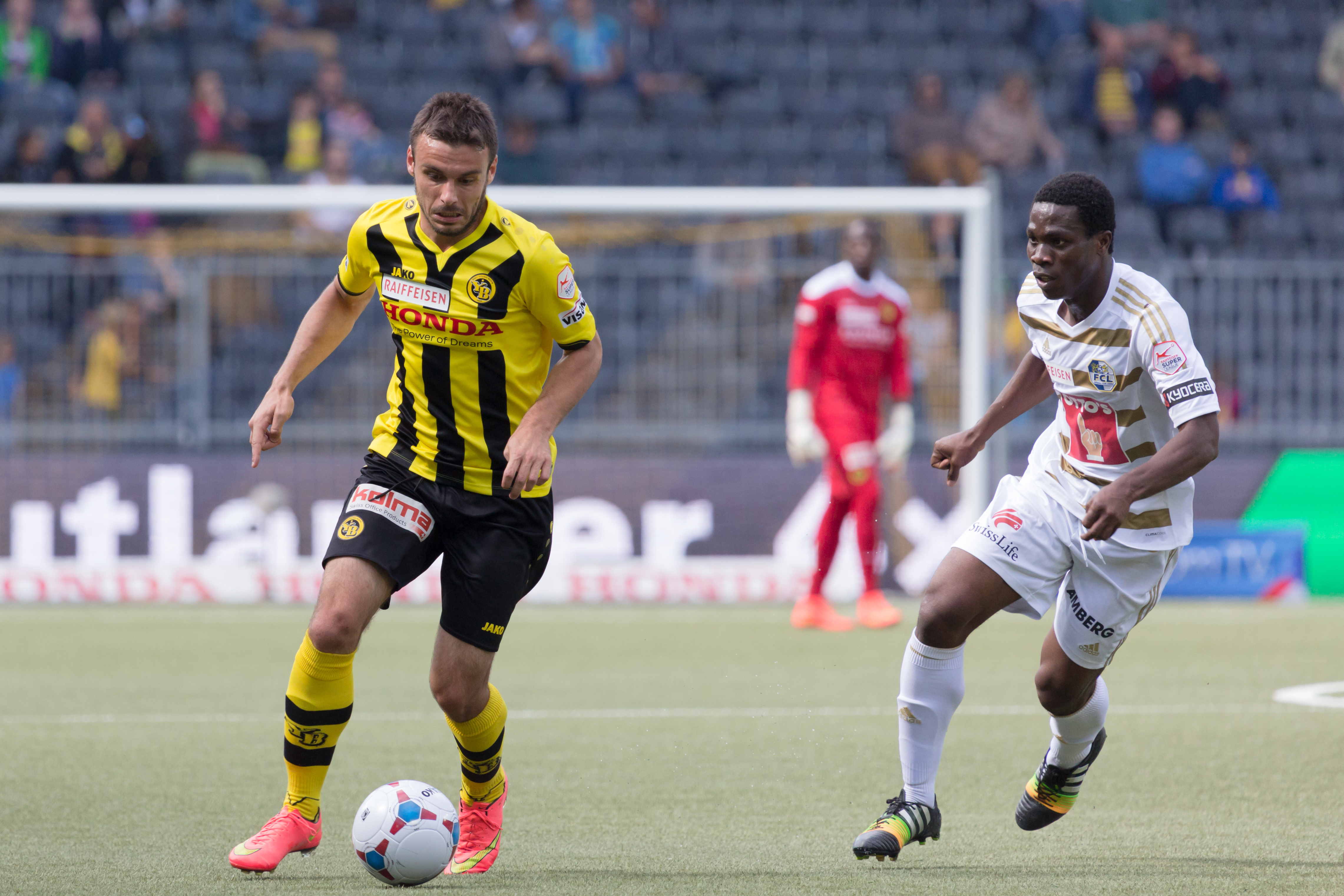
Doubaï, à droite

Doubai signe avec le club bernois des BSC Young Boys le 22 août 2007. Il s'impose rapidement comme un des plus grands espoirs du championnat suisse et est appelé une première fois en sélection à seulement 19 ans quand il subit deux ruptures consécutives des ligaments croisés du genou gauche.
Après une saison 2008-2009 blanche, il retrouve son niveau et signe le 2 juillet 2011 avec l'Udinese Calcio. En manque de temps de jeu en Italie, il est prêté pour six mois avec option d'achat au FC Sochaux le 17 janvier 2012. Après 10 matchs sous le maillot sochalien (un but), Doubai signe un contrat de quatre ans en faveur du FC Sochaux le 21 juin 2012.
Son début de saison 2012/2013 est prometteur, il s'impose au sein de l'effectif Sochalien et s'affirme comme le meilleur joueur du club.
Lors de la 5e journée il marquera un sublime but à Saint-Étienne.
Cependant sa saison sera stoppée nette lors de la huitième journée à la suite d'une rupture des ligaments croisés.

### En sélection
Thierry Doubai honore sa première sélection en A face à la Tunisie le 26 mars 2008.

## Statistiques
| Saison                | Club                  | Championnat           | Championnat | Championnat | Coupe(s) nationale(s) | Coupe(s) nationale(s) | Compétition(s) continentale(s) | Compétition(s) continentale(s) | Compétition(s) continentale(s) | Côte d'Ivoire | Côte d'Ivoire | Total | Total |
| Saison                | Club                  | Division              | M.          | B.          | M.                    | B.                    | Comp.                          | M.                             | B.                             | M.            | B.            | M.    | B.    |
| 2007-2008             | BSC Young Boys        | Super League          | 23          | 1           | 3                     | 0                     | -                              | -                              | -                              | 1             | 0             | 27    | 1     |
| 2008-2009             | BSC Young Boys        | Super League          | -           | -           | -                     | -                     | -                              | -                              | -                              | -             | -             | 0     | 0     |
| 2009-2010             | BSC Young Boys        | Super League          | 20          | 0           | 3                     | 0                     | -                              | -                              | -                              | -             | -             | 23    | 0     |
| 2010-2011             | BSC Young Boys        | Super League          | 34          | 1           | 4                     | 0                     | C1+C3                          | 4+8                            | 0+0                            | -             | -             | 50    | 1     |
| 2011-2012             | Udinese Calcio        | Serie A               | 1           | 0           | -                     | -                     | C3                             | 6                              | 0                              | -             | -             | 7     | 0     |
| 2011-2012             | FC Sochaux            | Ligue 1               | 10          | 1           | -                     | -                     | -                              | -                              | -                              | -             | -             | 10    | 1     |
| 2012-2013             | FC Sochaux            | Ligue 1               | 13          | 2           | 1                     | 0                     | -                              | -                              | -                              | -             | -             | 14    | 2     |
| Total sur la carrière | Total sur la carrière | Total sur la carrière | 101         | 5           | 11                    | 0                     | -                              | 18                             | 0                              | 1             | 0             | 131   | 5     |